# فیل‌ها دوست من هستند (فیلم ۱۹۷۱)
فیل‌ها دوست من هستند (به هندی: Haathi Mere Saathi) (به انگلیسی: Elephants Are My Companions) فیلمی هندی محصول سال ۱۹۷۱ و به کارگردانی ام.ای. تیروموگام است. در این فیلم بازیگرانی همچون راجش خانا، تانوجا، کی.ان. سینگ، مادان پوری، محمود جونیور و آبی باتاچاریا ایفای نقش کرده‌اند.